# Хиггинс, Уильям (режиссёр)
Уильям Хиггинс (англ. William Higgins; 1945, Лос-Анджелес, США — 20 декабря 2019) — американский кинорежиссёр, сценарист, продюсер, работавший в порноиндустрии.

## Биография
Хиггинс являлся соучредителем калифорнийской киностудии Catalina Video. Он режиссёр и продюсер более чем 140 фильмов в жанре порно с конца 1970-х годов. Некоторые из его работ появились под псевдонимом Вим Хоф. Его фильм 1983 года «Класс Реюньон» признан профессиональным сообществом классикой гей-порно
С 1997 года он работал в Чешской Республике. В последнее время Хиггинс жил в Праге, где владел популярным гей-клубом Drake’s.

## Фильмография
| Год  |     | Русское название              | Оригинальное название                                 | Роль                          |
| ---- | --- | ----------------------------- | ----------------------------------------------------- | ----------------------------- |
| 1983 | кор | Кузены                        | Cousins                                               | режиссёр, продюсер, сценарист |
| 1983 | ф   | Класс Реюньон                 | Class Reunion                                         | режиссёр, сценарист           |
| 1987 | ф   | Большие пушки                 | Big Guns                                              | режиссер, сценарист, оператор |
| 1997 | кор | Рассказы об Анделе            | Andel's Story                                         | режиссёр, сценарист           |
| 1999 | кор | Пражские парни                | Prague Buddies                                        | режиссёр, продюсер, сценарист |
| 2000 | кор | Пражские парни 2              | Prague Buddies 2: Verbotene Liebe                     | режиссёр, сценарист           |
| 2001 | кор | Карло и друзья                | Carlo and Friends                                     | режиссёр, продюсер, сценарист |
| 2001 | кор | История о Яне Двораке         | The Jan Dvorak Story                                  | режиссёр, сценарист           |
| 2001 | кор | Пражские парни 3              | Prague Buddies 3: Liebestod                           | режиссёр, продюсер, сценарист |
| 2003 | кор | Пражские парни 4              | Prague Buddies 4: Tales of the Ancient Bohemian Woods | режиссёр, продюсер, сценарист |
| 2004 | кор | Кайфовый клуб                 | Kick Club                                             | режиссёр, сценарист           |
| 2004 | кор | Босиком в Праге               | Barefoot in Prague: Tickled Pink                      | режиссёр                      |
| 2005 | кор | Служба безопасности аэропорта | Airport Security                                      | режиссёр                      |
| 2008 | кор | Грязная работа, грязная игра  | Dirty Work, Dirty Play                                | режиссёр                      |
| 2017 | ф   | Охрана аэропорта 17           | Airport Security Vol. 17                              | режиссёр, продюсер            |

## Награды и номинации
- 1984: Премия Ассоциации продюсеров гей-порно[англ.] — Специальная награда за достижения[7]
- 1985: XRCO Award — лучшая сцена безопасного секса (победа)[7]
- 1998: Зал Славы GayVN Awards[англ.][8]
- 2000: Grabby Awards[англ.] — лучшее международное видео и лучший режиссёр видео (номинации)[9]
- 2000: Grabby Awards — лучшее классическое DVD (победа)[10]
- 2002: Grabby Awards — лучший международный сценарий (победа)[11]
- 2003: Grabby Awards — лучшее классическое DVD (победа)[12]